# Carcelia evolans
Carcelia evolans är en tvåvingeart som först beskrevs av Christian Rudolph Wilhelm Wiedemann 1830.  Carcelia evolans ingår i släktet Carcelia och familjen parasitflugor. Inga underarter finns listade i Catalogue of Life.